# Postovka
Navádna postôvka (znanstveno ime Falco tinnunculus) je ujeda iz družine sokolov. Razširjena je v Evropi, Aziji in Afriki do Rta dobrega upanja.
Postovke so majhni, vitki sokoli z dolgimi, prišiljenimi perutnicami in dolgim repom. Dolge so do 34 cm. Samec ima modro sivo teme in lica, zgoraj je rjavo rdeč s črnimi podolžnimi pegami, spodaj smetanasto bel s podolžnimi temnimi pegami, rep pepelnato siv s črnim robom. Samica ima cimetovo rjavo glavo in hrbet ter rdeče rjav progast rep.
Najlažje jo spoznamo po pogostem lebdenju v zraku, ko z višine 10–20 m ob hitrem zamahovanju s perutmi išče svoj plen. Največ se hrani z glodavci, poleg tega z žuželkami, redko s kuščarji in majhnimi pticami.
Postovkino življenjsko okolje je odprta pokrajina, drevje na polju, obrobja gozdov in mesta. Gnezdi aprila in maja in sicer eno leglo. Njeno gnezdo je v skalovju, v stavbah in na drevju.